# Giulio Alberoni
Giulio Alberoni o Julio Alberoni en España (Fiorenzuola d'Arda; 31 de mayo de 1664 - Plasencia; 26 de junio de 1752) fue un cardenal italiano, consejero del rey Felipe V de España y primer ministro de facto entre 1715 y 1719.

## Primeros años
Giulio Alberoni nació en una familia de origen humilde. Su padre era jardinero, y su primer empleo en el aparato eclesiástico fue ser uno de los campaneros de la catedral de Piacenza. A pesar de tener una posición tan modesta, consiguió ganarse la confianza del obispo de la ciudad. Influido por él, Alberoni decidió formarse como sacerdote y posteriormente acompañó al hijo del obispo en su viaje a la ciudad de Roma, donde se instaló.
Comenzó su carrera política como secretario de Louis Joseph, duque de Vendôme, el comandante en jefe de las tropas hispanofrancesas en Italia durante la guerra de sucesión española. Como tal le acompañó al frente y visitó París en 1706, donde se ganó el favor del propio rey Luis XIV de Francia. Posteriormente, entró al servicio del duque de Parma, desde donde dirigió las negociaciones entre este y Felipe V de España que acabaron finalmente con el matrimonio entre el nuevo monarca español e Isabel de Farnesio, sobrina del duque, en 1714.

## Carrera política en España
Antes de eso, Alberoni había llegado a España en 1711 como secretario de Vendôme. La muerte de este en Vinaroz un año después le llevó a solicitar el puesto de embajador de Parma ante la corte de Felipe V, donde aumentó su influencia poco a poco gracias a la ayuda de Marie-Anne de la Trémoille, más conocida como La Princesa de los Ursinos. La boda del rey con Farnesio es un claro exponente de hasta qué punto había aumentado su influencia sobre el rey. El favor de la nueva reina (quien le debía en gran medida su acceso al trono) le permitió en apenas un par de años ascender aún más en su carrera meteórica obteniendo sucesivamente el título de grande de España, el cargo de consejero del rey y el nombramiento como obispo de Málaga. En 1715 la corte española presionó activamente al Papa Clemente XI para que nombrara a Alberoni cardenal, cosa que el Pontífice hizo dos años después (en julio de 1717). 
Como miembro del aparato estatal, Alberoni impulsó una política que combinaba las reformas económicas emprendidas en Francia por Jean-Baptiste Colbert junto con medidas sociales marcadamente conservadoras, que daban marcha atrás a muchas de las que se aprobaron durante la carrera de Jean Orry, predecesor de Alberoni. Creó un servicio regular de correos con las colonias españolas en América y una nueva escuela de navegación en la que sólo podían ingresar los nobles, y restauró la Santa Inquisición. Con el fin de impulsar la reconstrucción económica del país tras la Guerra de Sucesión, disminuyó ligeramente las competencias de los Grandes de España y abolió las aduanas internas entre los distintos reinos de la Corona española (con la excepción de las de Navarra y las Vascongadas). También estimuló el comercio con América trasladando la Casa de Contratación de Sevilla a la ciudad de Cádiz.
La política de Alberoni no se limitó a las cuestiones económicas. Su objetivo último era el de devolver su papel como potencia europea a España, que le había sido arrebatado junto con muchas de sus posesiones en el Tratado de Utrecht de 1713. Con el fin de que el país recobrase su antigua preponderancia en el Mediterráneo occidental, se embarcó en un ambicioso proyecto que pretendía recobrar las antiguas posesiones españolas en Italia y limitar el avance de los Habsburgo de Austria. Entre 1717 y 1718 llevó a cabo una activa política para ganarse el apoyo del papado y Francia en la nueva expansión, que se materializó en la conquista de Cerdeña y gran parte de Sicilia, hasta que Gran Bretaña decidió bombardear la armada española en el Cabo Passaro. Con el fin de quitarse de en medio a su principal oponente, Alberoni concibió un rocambolesco plan de invasión de Inglaterra en 1719, que nunca llegó a materializarse por culpa de una tormenta que dañó la flota invasora española [cita requerida]. Fue una segunda edición de la famosa «Armada Invencible».
Francia no apoyó a España esta vez, sino que se unió a Gran Bretaña, Austria y Holanda en la Cuádruple Alianza, algo que, en definitiva, ponía a España en contra de todo el continente europeo. Antes de que los acontecimientos fueran a más, Felipe V decidió sacrificar a Alberoni, ordenándole el 5 de diciembre de 1719 que abandonase España, algo que no pudieron evitar ni siquiera las protestas de Isabel Farnesio.

## Regreso a Italia

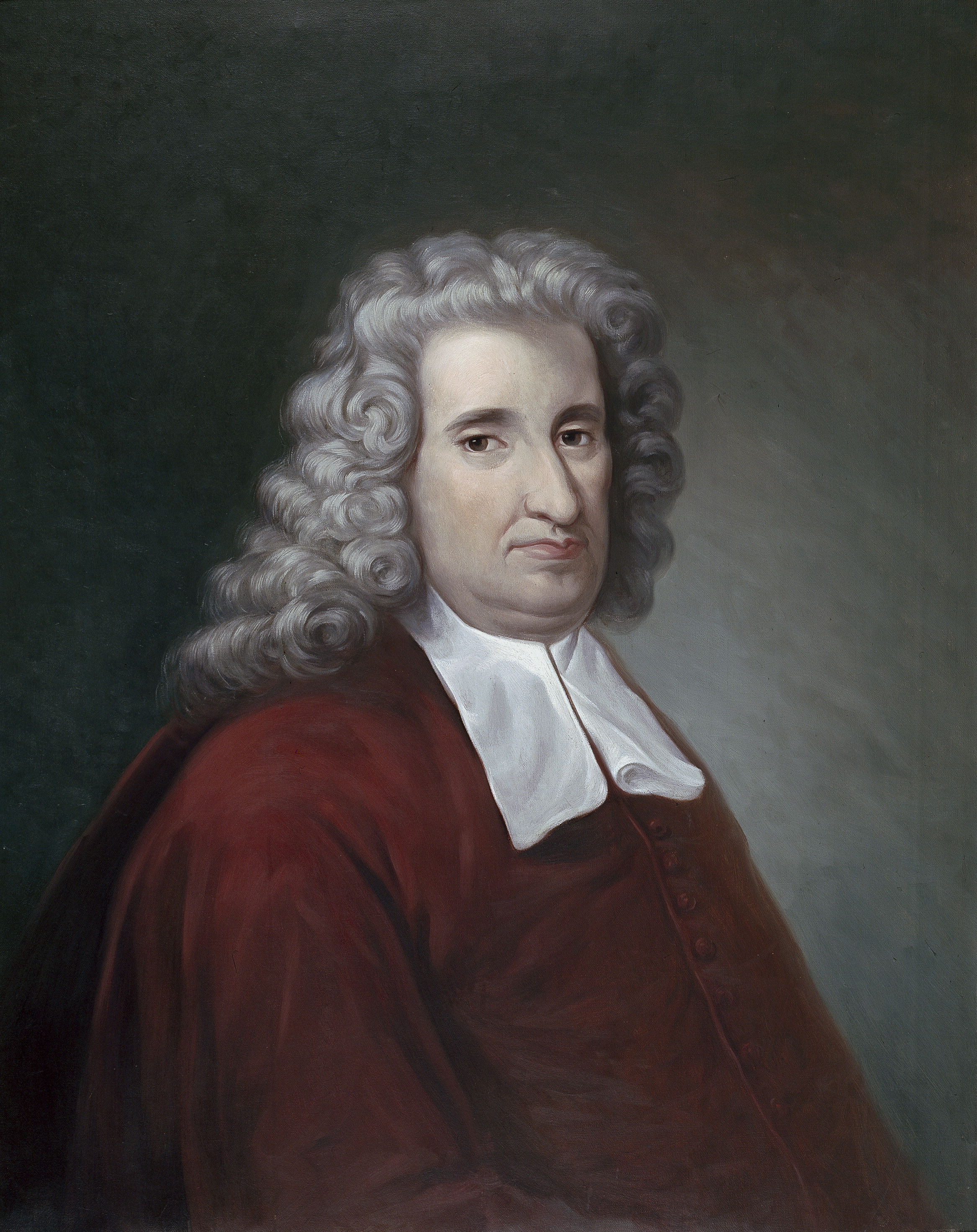
El cardenal Giulio Alberoni por José María Galván y Candela, (Museo del Prado)

Caído en desgracia, Alberoni marchó a Italia, donde tampoco le faltaban enemigos. Escapó de un intento de arresto en Génova y se refugió en los montes Apeninos. Allí descubrió que el papa Clemente XI (probablemente molesto por las presiones a las que España y el propio Alberoni le habían sometido en años anteriores) también había ordenado su captura. Consiguió evitarlo hasta la muerte de Clemente en 1721. Dado que seguía siendo cardenal, acudió como tal al cónclave que eligió como nuevo papa a Inocencio XIII. Este le mandó encarcelar tras sufrir presiones de España, pero una comisión cardenalicia le libró de la prisión y todos los cargos. En 1724 acudió a un nuevo cónclave e incluso cosechó 10 votos en la ronda en que salió elegido Benedicto XIII. Seis años después participó en su tercer cónclave, siendo elegido Clemente XII.
El nuevo papa lo nombró legado de Rávena, donde en 1739 mandó construir la Puerta Alberoni de la ciudad. Ese año dirigió las tropas pontificias contra la pequeña República de San Marino tomándola el 17 de octubre. Consiguió su objetivo, pero el papa no aprobó los métodos usados en la campaña y le destituyó como legado de Rávena en 1740 y retiro sus tropas de la república el 5 de febrero. Volvió entonces a Piacenza, posesión austriaca, donde dirigía el Hospital de San Lázaro destinado al cuidado de leprosos desde una década antes. Con el descenso de casos de lepra en Italia en los últimos años, Alberoni solicitó al papa la supresión del hospital y lo convirtió en una escuela para los niños y adolescentes pobres de la ciudad.

## Últimos años
El gusto de Alberoni por la pintura y la cocina se fueron acrecentando con los años. Muestra de esto último son algunas especialidades de la cocina de Piacenza como la Coppa del Cardinale o el Timballo Alberoni. En sus colecciones de arte de Roma y Piacenza guardaba todo tipo de tapices y pinturas, incluido el Ecce Homo de Antonello da Messina. A su muerte en 1752 dejó sus posesiones y lo que le quedaba de su fortuna española a su sobrino, salvo 600.000 ducados que destinó al seminario que acababa de fundar, el Colegio Alberoni que aún existe hoy y en cuya capilla está enterrado.
Se cuestiona la autenticidad del Testamento Político que se publicó en la ciudad suiza de Lausana bajo su nombre en 1753.